# Saint-Nazaire-de-Ladarez
Saint-Nazaire-de-Ladarez is een gemeente in het Franse departement Hérault (regio Occitanie) en telt 349 inwoners (2004). De plaats maakt deel uit van het arrondissement Béziers.

## Geografie
De oppervlakte van Saint-Nazaire-de-Ladarez bedraagt 27,8 km², de bevolkingsdichtheid is 12,6 inwoners per km².
De onderstaande kaart toont de ligging van Saint-Nazaire-de-Ladarez met de belangrijkste infrastructuur en aangrenzende gemeenten.

## Demografie
Onderstaande figuur toont het verloop van het inwonertal (bron: INSEE-tellingen).